# Monika Schuri
Monika Schuri (* 22. April 1969) ist eine deutsche Langstreckenläuferin.
Die Leichtathletik-Späteinsteigerin nahm erst mit 30 Jahren an ihrem ersten Volkslauf teil. Bereits 2002 wurde sie dann beim Fulda-Marathon mit dem Streckenrekord von 1:17:52 h süddeutsche Meisterin im Halbmarathon.
2003 kam sie bei ihrem Debüt über die 42,195-km-Strecke beim Berlin-Marathon in 2:44:39 h auf den 24. Platz. Ein Jahr später verbesserte sie sich an gleicher Stelle mit einer Zeit von 2:40:27 h auf den 13. Platz, nachdem sie zuvor in diesem Jahr beim Bienwald-Marathon über die Halbmarathondistanz gewonnen hatte.
2005 wurde sie Neunte beim Berliner Halbmarathon und feierte dann ihren größten Erfolg beim Regensburg-Marathon, wo sie als Gesamtsiegerin in 2:39:19 h Deutsche Marathon-Meisterin wurde.
Monika Schuri ist 1,70 m groß und wiegt 50 kg. Sie ist beruflich als Ergotherapeutin und Krankenschwester tätig und startet für die LG Wehringen.

## Persönliche Bestzeiten
Alle Zeiten sind aktuelle Rekorde im BLV-Bezirk Schwaben (Stand Februar 2010)
- 5000 m: 16:19,91 min, 2. Juli 2005, Wattenscheid
- 10.000 m: 34:30,23 min, 26. Juni 2004, Regensburg
- 10-km-Straßenlauf: 34:44 min, 18. April 2004, Augsburg
- Halbmarathon: 1:16:04 h, 3. April 2005, Berlin
- Marathon: 2:39:17 h, 8. Mai 2005, Regensburg